# Geologia da Estônia

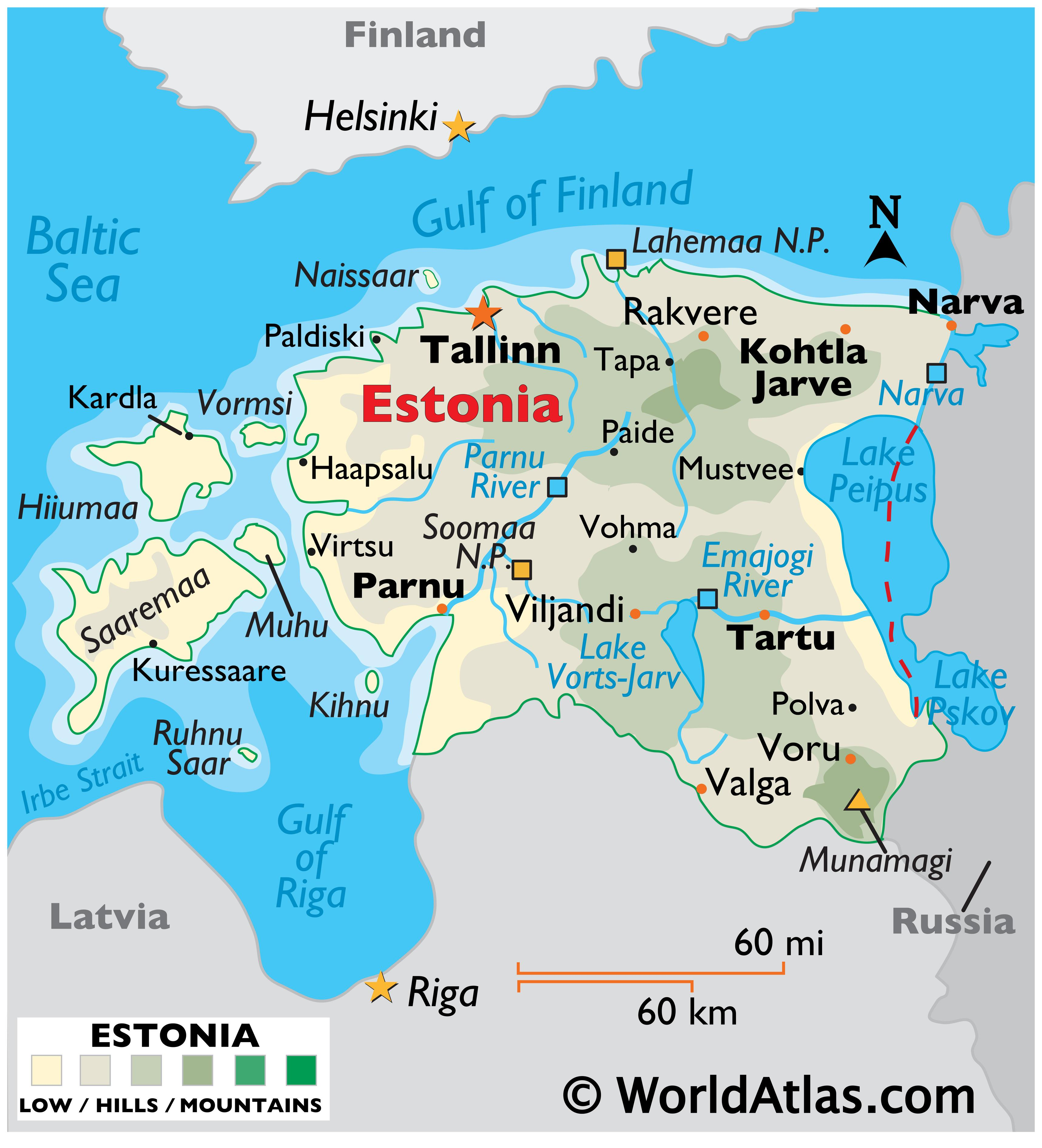
mapa da Estônia

A geologia da Estônia é o estudo das rochas, minerais, água, formas de relevo e história geológica na Estônia . A crosta faz parte do cráton da Europa Oriental e formou-se a partir do Paleoproterozoico há quase 2000 milhões de anos. Ambientes marinhos rasos predominaram na Estônia, produzindo extensos recursos naturais a partir de matéria orgânica, como xisto betuminoso e fosforita . O Mesozoico e grande parte do Cenozoico não estão bem preservados no registro rochoso, embora as glaciações durante o Pleistoceno enterrassem vales profundos em sedimentos, recanalizassem riachos e deixassem uma paisagem de extensos lagos e turfeiras.

## Estratigrafia, tectônica e história geológica

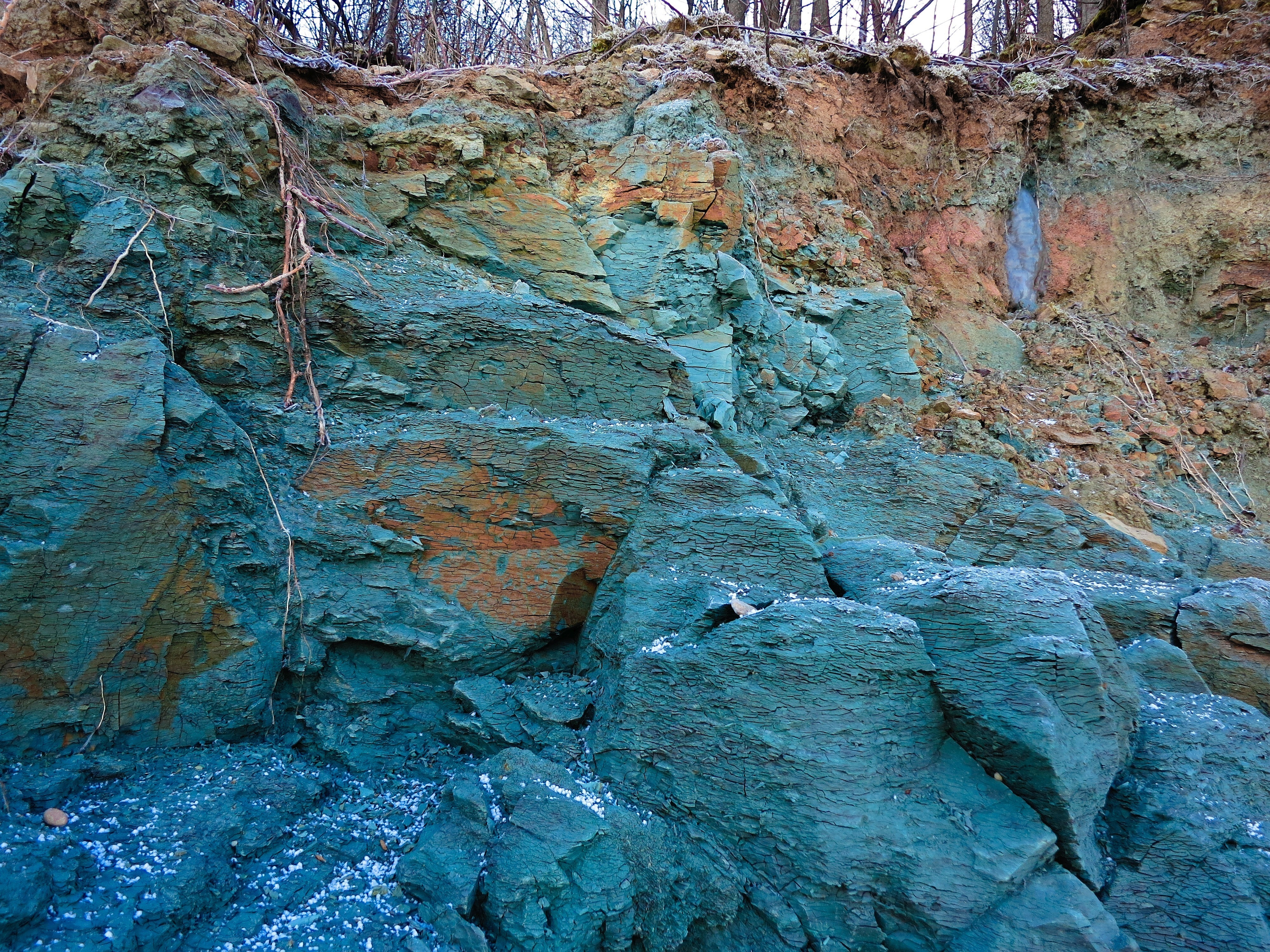
Afloramento de argila azul cambriano na praia do Golfo da Finlândia em Voka

A Estônia faz parte do Cráton do Leste Europeu, com espessura média da crosta continental entre 40 e 64 km. A crosta se consolidou durante a Orogenia Svecofenniana no final do Paleoproterozoico, há quase 2000 milhões de anos.
O contato entre o embasamento cristalino e a rocha sobrejacente mergulha suavemente para o sul. As rochas sedimentares do Proterozoico tardio e do Paleozoico inicial e médio na costa norte da Estônia têm de 100 a 200 metros de espessura, atingindo até 500 a 800 metros de espessura no Golfo de Riga e no sudeste. O Sinclinal do Báltico e o Sinclinal de Moscou são estruturas profundamente enterradas dentro da Plataforma Russa, com três a cinco quilômetros de sedimentos. Eles estão ligados pelo Latvian Saddle, que é mais raso com dois quilômetros de sedimentos. As rochas pré-cambrianas não afloram em nenhum lugar da Estônia, mas estão presentes no subsolo. 

### Paleozoico (539-251 milhões de anos atrás)
Com exceção de afloramentos artificiais em xisto betuminoso e minas de fosforita, os únicos afloramentos de rochas paleozóicas são encontrados em alguns vales fluviais, falésias costeiras no Báltico e nas margens do lago Vortsjarv e Peipsi.
Durante o Ordoviciano e o Siluriano, um ambiente marinho raso predominou na Estônia, depositando xisto carbonático preto rico em matéria orgânica que mais tarde gerou xisto betuminoso. Os calcários de recife e a dolomita de backreef contribuíram com material para o folhelho carbonáceo. A sedimentação siluriana ocorreu durante um recuo no nível do mar, trazendo uma quebra na deposição de sedimentos.
No Devoniano Inferior, a sedimentação continuou. Os arenitos Old Red depositados no Devoniano Médio em um ambiente marinho próximo à costa de areia e silte, derramados durante a Orogenia caledoniana na planície continental Fennoscandian. Algumas rochas carbonáticas cobriram o Devoniano no sudeste.
As rochas sedimentares preservam extensos fósseis e dezenas de milhares de espécimes foram coletados na Universidade de Tartu e no Instituto de Geologia. Fósseis de braquiópodes, moluscos, trilobitas, ostracodes, briozoários, graptólitos e estromatoporóides são especialmente comuns. A maioria dos recursos naturais da Estônia se formou a partir de restos fósseis, incluindo kukersite e depósitos de fosforita formados a partir de conchas.
Através do Devoniano, o continente Báltica, que incluía a Estônia, derivou do Polo Sul para o norte da linha do Equador e foi influenciado por mudanças no nível do mar relacionadas às geleiras. A deformação das rochas a partir de tensões tectônicas regionais fracas leva a algumas dobras anticlinais e migração de fluidos nas rochas, que geram calcário dolomítico metassomático, mineralização de zinco e depósitos de sulfeto de chumbo. O astroblema Kärdla na Ilha Hiiumaa formou-se a partir do impacto de um asteroide há 455 milhões de anos, e a Estônia tem outras três pequenas crateras de meteoritos, com menos de 110 metros de diâmetro no leito rochoso. 

### Mesozoico-Cenozoico (251 milhões de anos atrás até o presente)
O Mesozoico e grande parte do Cenozoico são pouco atestados na Estônia. No entanto, extensos sedimentos e formas de relevo permanecem desde os últimos 2,5 milhões de anos do Quaternário .
Uma fina camada de sedimentos quaternários cobre as planícies do oeste da Estônia. O Mar Báltico e o Golfo da Finlândia são características de erosão relativamente profundas no leito rochoso, assim como as bacias dos lagos de Vortsjarv e Peipsi, que foram aprofundadas por geleiras durante o Pleistoceno. Antes e entre as glaciações, formou-se uma rede de vales profundos, até 145 metros abaixo do nível do mar, ligando o Báltico e o Golfo da Finlândia. No entanto, a sedimentação mais recente disfarçou vales antigos que não aparecem como uma parte importante da topografia atual.
Os detritos glaciais têm menos de cinco metros de espessura no norte da Estônia e partes do país sustentadas por calcário e dolomita têm processos cársticos e quase nenhum resquício de glaciação. As colinas de Haanja e Otepaa têm até 100 metros de sedimentos glaciais, ou até 207 metros no vale de Abja, no sul. Os geólogos quaternários definem cinco camadas principais, separadas por conjuntos de pólen interglacial.
As morenas costumam ter dezenas de quilômetros de comprimento e mais de 50 metros de altura, como a morena do terminal Laane-Saaremaa. Campos de Kame e eskers também são comuns, particularmente no Pandivere Upland e nas terras baixas do oeste da Estónia. O recuo glacial começou há cerca de 13.000 anos e terminou há cerca de 11.000 anos. No entanto, lagos represados por gelo e recuperação isostática na região desempenharam um papel importante na geomorfologia por vários milênios. O Lago de Gelo Báltico deu lugar ao Mar Yoldia, Lago Ancylus e Mar Littorina, seguido pelo Mar Limnea. A terra da Estônia subiu 65 metros em um período de apenas 2.450 anos e subiu mais 50 metros nos últimos 10.000 anos.
A deglaciação levou à formação de vales fluviais e 20 a 40 por cento do corte nos rios no sul aconteceu durante um curto período após a glaciação. A Estônia tem 1500 lagos e 20.000 turfeiras, embora o número de lagos fosse três vezes maior no início do Holoceno.

## Geologia de recursos naturais

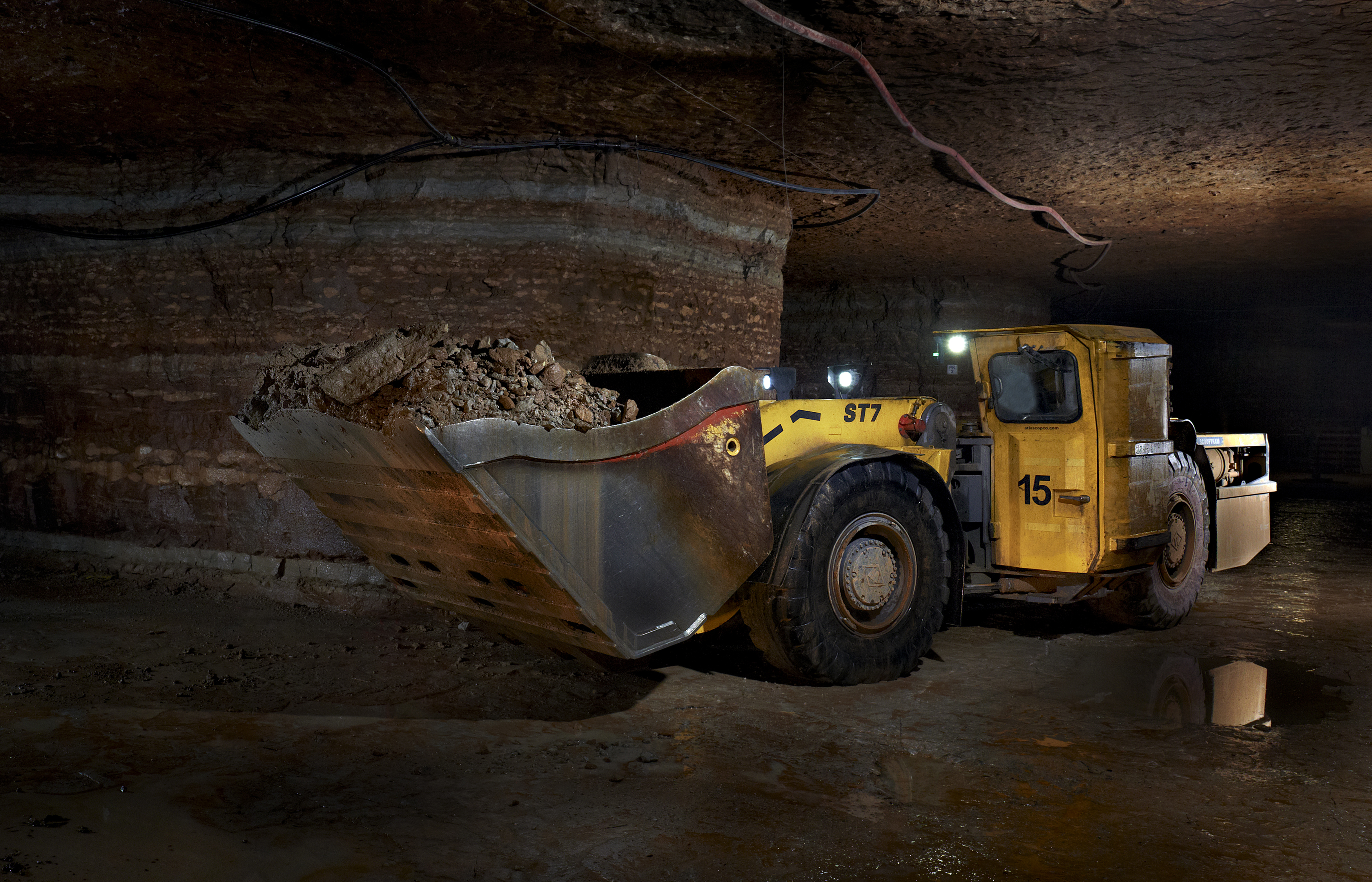
Mina VKG Ojamaa para extração de xisto betuminoso, usando uma carregadeira subterrânea Scooptram ST7 da Atlas Copco

O xisto betuminoso na Estônia continua sendo uma parte importante da economia e, ao longo das décadas de 1950, 60, 70, 80 e início dos anos 90, os geólogos exploraram extensivamente os recursos de xisto betuminoso, com pico de produção em 1980. A mineração de fosforita também foi uma atividade importante na Estônia durante a década de 1980, provocando a chamada Guerra da Fosforita em 1987, quando o público estoniano se opôs à expansão dos esforços de mineração e à ameaça implícita de que outros mineradores russos fossem enviados para a região. A principal mina de fosforita em Maardu fechou em 1991 devido ao seu impacto ambiental.

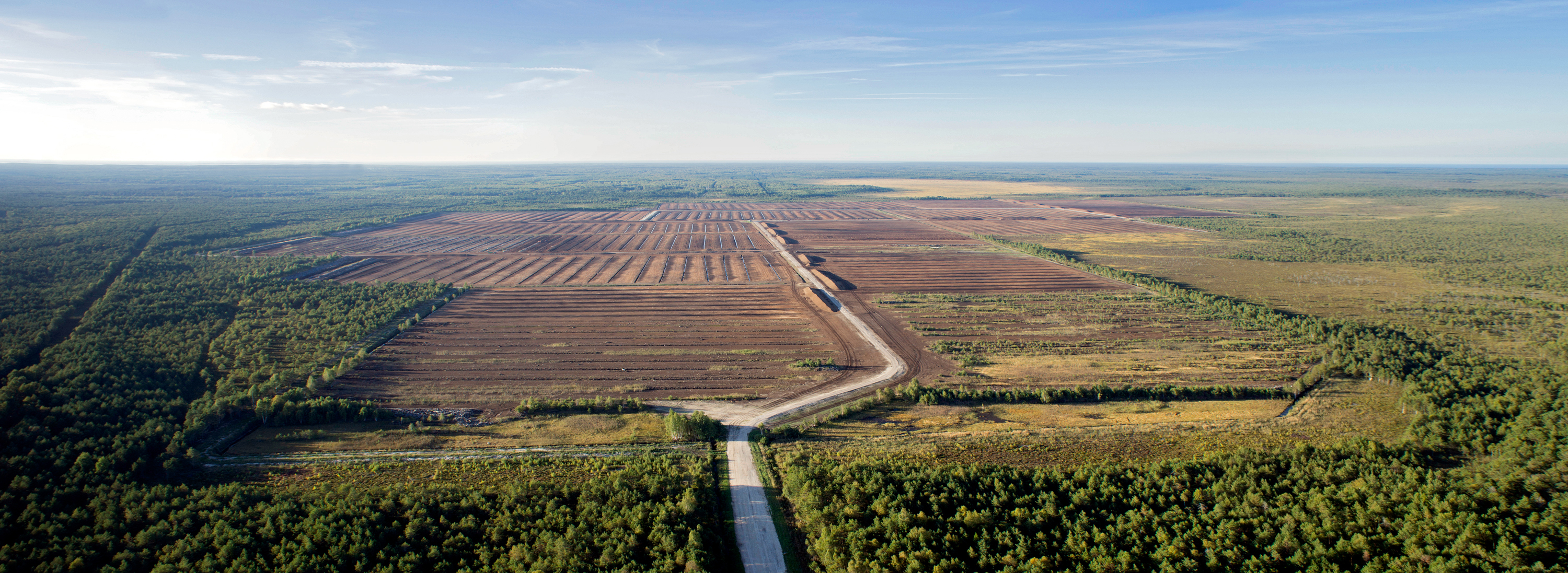
Extração de turfa em Hiiumaa, setembro de 2013

A Estônia tem 165.000 pântanos (incluindo 20.000 turfeiras), cada um com uma área de um hectare ou mais. Cerca de 1.500 são comercialmente importantes e a maioria tem espessura de três a sete metros, com um máximo de 16,7 metros nas colinas de Haanja. O giz do lago às vezes é usado para neutralizar a alta acidez e para materiais artísticos. A Estônia também possui minério de ferro no embasamento cristalino, pirita e glauconita, além de minério de chumbo e sulfeto de zinco. A rocha de granito perto de Tallinn é frequentemente extraída para obras rodoviárias.
A Estônia também possui extensas argilas datadas do Cambriano, Devoniano e Quaternário, que são amplamente utilizadas em cerâmica e cimento. O calcário também é usado como matéria-prima para as indústrias química, de celulose, papel, pedra para construção e vidro, enquanto a dolomita é às vezes usada para revestimento de pedras. A lama do lago Gyttja ocorre em 121 lagos, com até três bilhões de metros cúbicos de reservas e um grande depósito de 45 milhões de toneladas em Varska. A lama do lago pode ser usada para fins médicos ou em fertilizantes. 

## História da pesquisa geológica
Os geólogos da Estônia desenvolveram o Livro da Natureza Primitiva, registrando as formas de relevo do país. A cratera do meteorito Kaali na Ilha Saaremaa foi o primeiro sítio geológico programado para proteção após seu reconhecimento em 1937.
O Instituto de Geologia da Academia de Ciências foi organizado em 1947, seguido pela fundação do Serviço Geológico da Estônia e do Instituto de Geologia em 1957. Desde a década de 1950, organizações estonianas perfuraram dezenas de milhares de poços através da cobertura sedimentar, em alguns casos alcançando mais de 500 metros de profundidade na rocha cristalina do embasamento.
O Serviço Geológico da Estônia concluiu o mapeamento do leito rochoso paleozoico e dos sedimentos quaternários em 1975. Mapas adicionais de hidrogeologia, geomorfologia, geologia de engenharia e até geoecologia foram concluídos desde então. Até 1990, todas as publicações geológicas foram escritas em russo.